# Demos Memneloum
Demos Memneloum (geb. 10. Juni oder 12. Juni 1994 in N’Djamena) ist eine tschadische Judoka. Sie trat bei den Afrikaspielen 2019 in Rabat, den Olympischen Sommerspielen 2020 in Tokio und 2024 in Paris an.

## Leben
Seit 2011 trat sie in internationalen Wettkämpfen an.
Bei den Judo-Afrikameisterschaften 2019 in Kapstadt hatte sie im Wettbewerb bis 70 kg eine Bronzemedaille errungen, ebenso wie bei den Afrikaspielen 2019.
Nach dem Grand Slam de Paris 2020 war Demos Memneloum die drittbeste afrikanische Judoka in ihrer Kategorie bis 70 kg und qualifizierte sich für die Olympischen Spiele 2020 in Tokio. Sie wurde jedoch im Wettbewerb Mittelgewicht in der ersten Runde von der Usbekin Gulnoza Matniyazova geschlagen. Auch 2024 in Paris belegte sie nur Platz 17.
Sie fungierte 2020 als Fahnenträgerin bei der Eröffnungszeremonie, zusammen mit Bachir Mahamat, sowie 2024 bei der Eröffnungs- und Abschlusszeremonie zusammen mit Israel Madaye, beziehungsweise mit Valentin Betoudji.

## Auszeichnungen
Im Dezember 2019 wurde sie für ihren Beitrag zur Entwicklung und Förderung des Sports im Rahmen der vom Tschadischen Olympischen Komitee organisierten „COST Awards“ mit dem Preis als Sportlerin des Jahres ausgezeichnet.